# Гончаров Сергій Миколайович
Сергій Миколайович Гончаров — український військовик, лейтенант Збройних Сил України, учасник російсько-української війни, що загинув на початку березня 2022 року під час російського вторгнення в Україну.

## Життєпис
Мешканець м. Шостки Сумської області.
З 2014 року — учасник АТО/ООС. 
Героїчно загинув на початку березня 2022 року в зоні проведення ООС під час російського вторгнення в Україну.

## Нагороди
- орден «За мужність» III ступеня (14 квітня 2022, посмертно) — за особисту мужність і самовіддані дії, виявлені у захисті державного суверенітету та територіальної цілісності України, вірність військовій присязі[2].